# Globalworth Tower
Globalworth Tower, cunoscut anterior ca Bucharest One, este o clădire de birouri de clasă A situată în zona de nord a Bucureștiului, într-un perimetru delimitat de Calea Floreasca, Șoseaua Barbu Văcărescu și Șoseaua Pipera. Turnul are o înălțime de 120 m și este a doua cea mai înaltă clădire din București și din România, după Sky Tower, care are 137 m. Construcția clădirii a început în anul 2014 și s-a întins pe o perioadă de 20 de luni, fiind finalizată în 2016 de compania românească Bog'Art. Clădirea dispune de 3 etaje subterane, un parter și 26 de etaje.
Clădirea are o suprafață închiriabilă totală de 54.000 metri pătrați și este sediul general al Vodafone România, dar și al altor companii precum Kinstellar, Huawei, Mega Image/Delhaize Group, NNDKP și Wipro.